# Ángela García de la Puerta
Ángela García de la Porta (Sòria, 26 de desembre de 1903 - 1992) va ser la primera catedràtica de Física i Química d'Institut a Espanya.

## Biografia
Va estudiar batxillerat en el seu Soria natal, aconseguint el premi extraordinari en la secció de Lletres. Va estudiar més tard a l'Escola Normal de Mestres, pertanyent a la promoció de 1920-22. Va continuar els seus estudis i es va llicenciar en Ciències Químiques, obtenint el premi extraordinari en el grau de Llicenciat, obtenint la seva titulació el 12 de març de 1927.
A la Universitat de Saragossa es va doctorar en Ciències Químiques, passant a treballar primer com a ajudant i auxiliar a la pròpia universitat i més tard va aconseguir ser catedràtica d'institut, amb plaça en un Institut de Ciudad Real.
Va ser la primera catedràtica de Física i Química (oposició que va guanyar amb el número u el 1928) i la primera Doctora en Ciències de la Universitat de Saragossa, sent el títol de la seva tesi: "Contribución al estudio de los potenciales de oxidación".
Va estar en comissió de serveis en el recentment creat Institut Femení de Madrid i més tard, en 1932, va aconseguir un trasllat per comissió de serveis a l'Institut Miguel Servet de Saragossa (on treballaria fins a la seva jubilació l'any 1973), sent nomenada secretària a proposta del Claustre, exercint el càrrec fins a 1936, any en el qual el rector de la Universitat de Saragossa la va nomenar directora del mateix, romanent en el càrrec fins a 1942. Així, Ángela García va ser una de les primeres dones directores d'Institut d'Espanya i l'única de l'Institut femení Miguel Servet fins a l'any 2000, data en la qual va ser triada Marina Sanz.
A més del seu treball com a docent, Ángela també va treballar en els Laboratoris de Química Teòrica i Electroquímica de la Facultat de Ciències i en el Laboratori d'Electroquímica de l'Escola Industrial de Saragossa entre 1926 i 1928. En 1930 i 1931 va treballar en el Laboratori d'Electroquímica de l'Escola Superior del Treball a Madrid i en 1932 gràcies a una beca JAE va treballar en la Technische Hochschule de Dresden.

## Reconeixements
La seva excepcional carrera li va fer mereixedora de nombrosos homenatges. Ja en 1928 els seus propis companys de la Facultat de Químiques li van rendir un homenatge, al costat de Jenara Vicenta Arnal Yarza, en el Casino de Saragossa pel seu nomenament com a Professores Auxiliars de la Facultat.
També després d'haver guanyat l'oposició a catedràtica d'institut i convertir-se en la primera dona a aconseguir-ho, la Diputació Provincial de Saragossa li va lliurar la medalla de la corporació i l'Ajuntament de la mateixa ciutat li va atorgar el títol de Catedràtic, mentre que el rector de la Universitat de Saragossa li va imposar la medalla de Catedràtic.